# هيو كوران
هيو كوران (بالإنجليزية: Hugh Curran)‏ هو لاعب كرة قدم بريطاني، ولد في 25 سبتمبر 1943 في Carstairs ‏ في المملكة المتحدة. شارك مع منتخب اسكتلندا لكرة القدم. أما مع النوادي، فقد لعب مع أكسفورد يونايتد وبولتون واندررز ونادي شامروك روفرز ونادي لانارك الثالث ونادي ميلوول ونورويتش سيتي ووولفرهامبتون واندررز.

## وصلات خارجية
- هيو كوران على موقع الاتحاد الإسكتلندي (الإنجليزية)
- هيو كوران على موقع قاعدة بيانات كرة القدم.إي يو (الإنجليزية)